# Culture de la pomme de terre

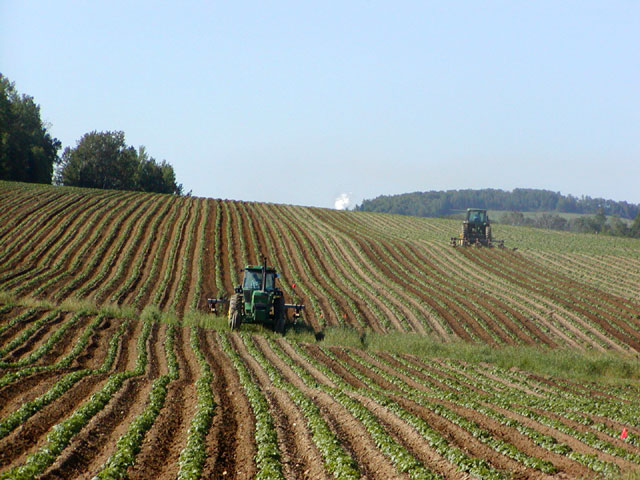
Culture de plein champ dans le Maine (États-Unis).

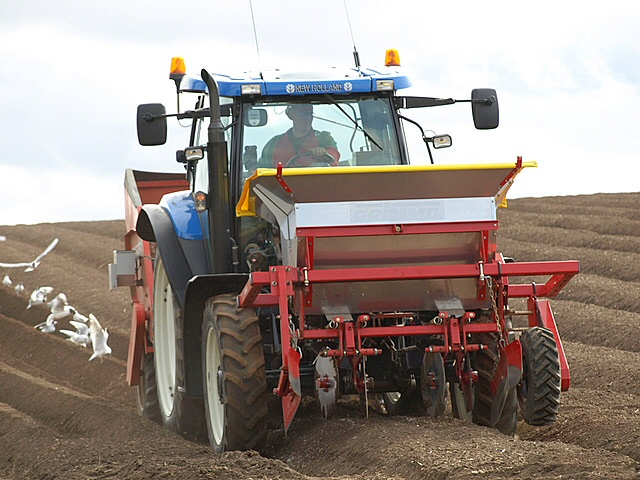
Plantation mécanisée de pommes de terre.

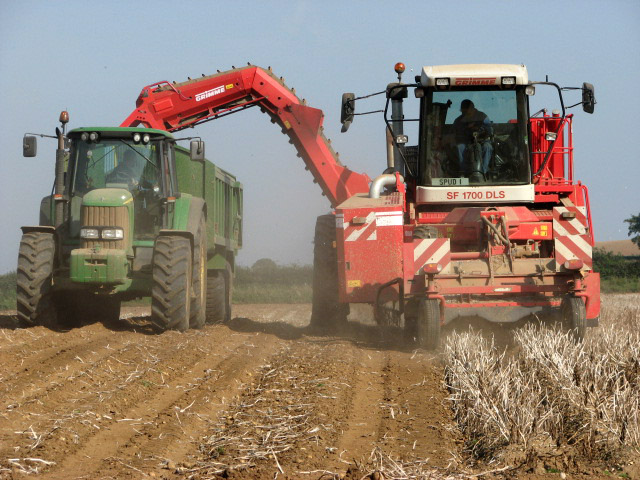
Récolte mécanisée de pommes de terre.

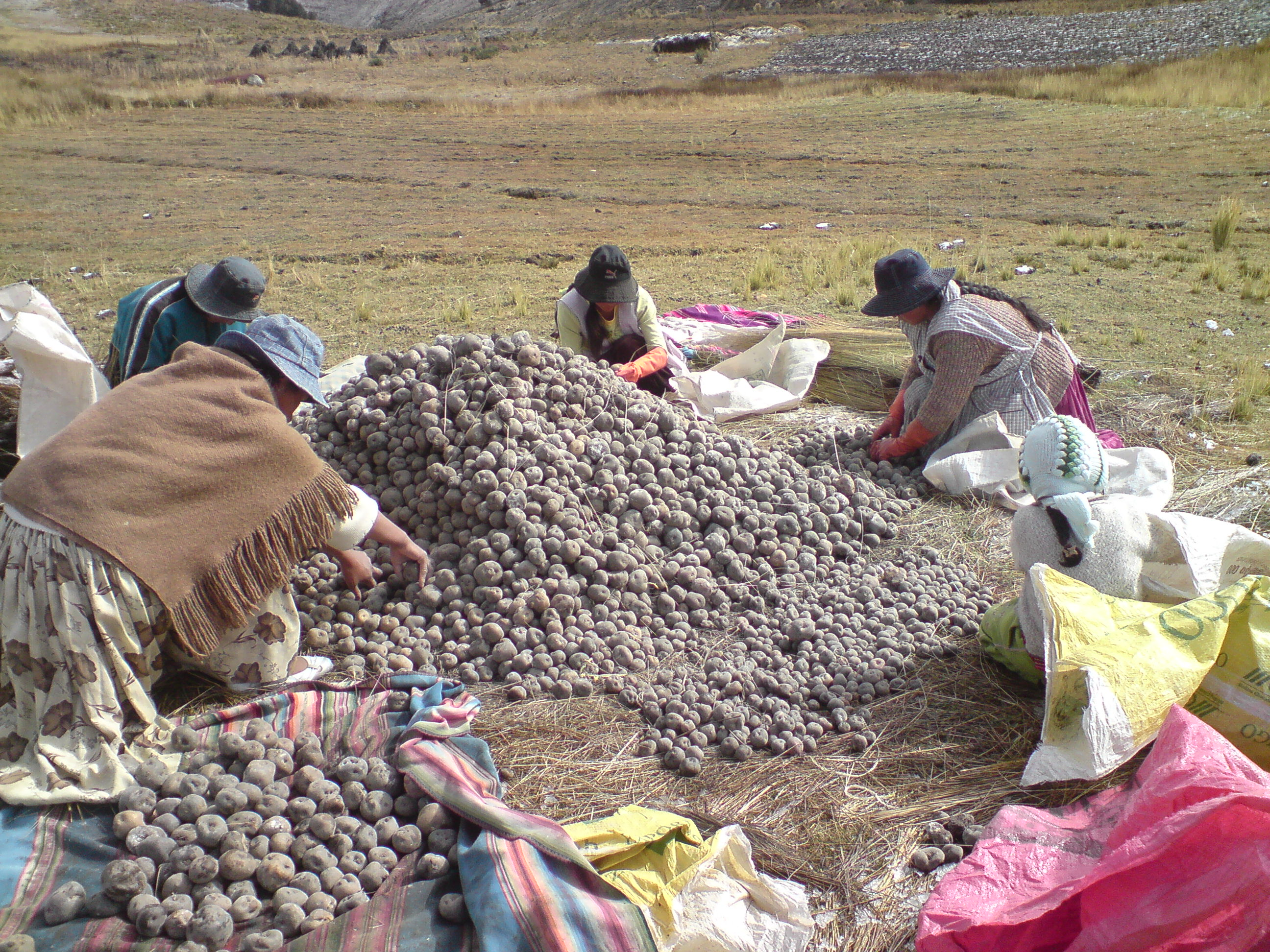
Tri des pommes de terre en Bolivie.

La culture de la pomme de terre a pour objectif de fournir des tubercules comestibles principalement pour la consommation humaine et secondairement pour l'alimentation animale, mais aussi pour la transformation industrielle et la production de plants. Elle se pratique sous toutes les latitudes et à des altitudes variées (souvent au-dessus de 1 000 m et jusqu'à 4 000 m dans les Andes et dans l'Himalaya). Il existe diverses formes d'agriculture : culture vivrière dans le tiers-monde, culture industrielle de plein champ dans les pays développés, mais aussi maraîchage, notamment pour les primeurs, et jardinage amateur.
Dans les pays tempérés, c'est une culture d'été, et dans les pays subtropicaux (comme la plaine du Gange) une culture d'hiver.
La pomme de terre est une plante sarclée qui nécessite d'importantes façons culturales. Elle constitue un bon précédent pour le blé, le colza, la betterave à sucre... et en général est une bonne tête de rotation. C'est toujours une culture annuelle, qui peut connaître plusieurs cycles de culture successifs (jusqu'à trois) dans la même année dans certaines conditions climatiques, par exemple à Madagascar.
Il est aussi possible de planter des gerbes de pommes de terre en avance pour ne pas avoir à les replanter chaque année et ainsi avoir un nombre de pieds qui pousse chaque année. Par exemple, planter 100 gerbes, mais seulement 20 par an pousseront, pendant 5 ans.

## Plantation en pays tempérés
Dans les pays tempérés, la plantation commence lorsque les sols sont travaillables. Le protocole est plutôt simple pour planter les pommes de terre : 
1) La terre doit être préparée et elle nécessite donc d'être retournée sur une dizaine de cm.
2) Placer les tubercules germés à une distance de 30 cm environ entre deux tubercules enfoncés à 15 cm de profondeur.
3) Veillez à garder une exposition ensoleillée.
Après environ un mois et demi suivant la plantation et dès que les pieds des pommes de terre ont une hauteur d'environ 25 cm, il faut butter les pommes de terre afin de les récupérer.